# Giuseppe Vegas
Giuseppe Vegas (né le 16 juin 1951 à Milan) est un homme politique italien, sénateur du Peuple de la liberté et ministre adjoint du gouvernement Berlusconi IV.

## Biographie
Nommé secrétaire d'État aux Finances (et successivement au Trésor) dans le gouvernement de Lamberto Dini (1995), Giuseppe Vegas est élu sénateur à Novare en 1996.
Giuseppe Vegas, promu ministre adjoint le 8 mai 2009. Démissionne le 18 novembre 2010 à la suite de sa nomination à la tête de la Consob, autorité régulatrice de la Bourse italienne.